# Helmut Rebitzki
Helmut Rebitzki (* 15. Juni 1896 in Posen; † 21. Mai 1968 in Göttingen) war ein deutscher Politiker.

## Leben und Tätigkeit
Nach dem Schulbesuch studierte Rebitzki Rechtswissenschaften. Er wurde 1922 mit einer Arbeit über den Gastaufnahmevertrag an der Universität Breslau promoviert. Anschließend ließ er sich als Rechtsanwalt und Notar in Breslau nieder. 
Zum 1. Dezember 1930 trat Rebitzki in die NSDAP ein (Mitgliedsnummer 384.268). Als Rechtsanwalt verteidigte er zu Beginn der 1930er Jahre zahlreiche schlesische SA-Männer in Prozessen, in denen diese sich wegen von ihnen begangener Gewalttaten zu rechtfertigen hatten. So wirkte er im November 1932 am Schweidnitzer Sprengstoffprozess als Verteidiger von sieben Angehörigen der SA und SS, die wegen eines Sprengstoffanschlags auf einen sozialdemokratischen Journalisten vor Gericht standen, mit.
Nach dem Machtantritt der Nationalsozialisten wurde Rebitzki 1933 anstellte von Otto Wagner (Politiker, 1877) zum Oberbürgermeister von Breslau ernannt. In dieser Stellung blieb er bis 1934. Noch 1934 wurde Rebitzki, kurz vor Ablauf der Probezeit als Oberbürgermeister, von seinem Posten abberufen. Begründet wurde dies damit, dass er „während seiner einjährigen Amtszeit nicht bewiesen [habe], daß er als Nationalsozialist an der Spitze der Stadtverwaltung gestanden hat“ und weil er „in seiner Amtsführung all das vermissen [habe lassen], was von einem nationalsozialistischen Verwaltungsbeamten verlangt werden muß.“ Als sein Nachfolger wurde Hans Fridrich eingesetzt.
Im Sommer 1934 wurde im Ausland teilweise irrtümlich gemeldet, dass Rebitzki im Zuge der vom NS-Regime im Sommer 1934 durchgeführten politischen Säuberungswelle getötet worden sei (Röhm-Putsch).
Nach dem Zweiten Weltkrieg war Rebitzki in Reinhausen bei Göttingen wohnhaft.

## Familie
Rebitzki heiratete am 6. Oktober 1928 in Glogau Edith Charlotte Dorothea von Cederstolpe (* 2. Mai 1908 in Glogau).

## Schriften
- Der Gastaufnahmevertrag (Ohne Berücksichtigung der Haftung aus § 701 B.G.B.), 1922. (Dissertation)